# Брук Хейвън
Брук Хейвън (на английски: Brooke Haven) е артистичен псевдоним на американската порнографска актриса Серена Мария Мафучи (Serena Maria Maffucci), родена на 25 ноември 1979 г. в град Сонора, щата Калифорния, САЩ.
През 2008 г. участва във втория сезон на телевизионното реалити шоу „Моята гола дама“ по канал на телевизия Фокс
На 7 май 2010 г. участва заедно с редица други порноактьори в 14-ия благотворителен голф турнир и благотворителния търг в памет на Скайлър Нийл в Сими Вали, Калифорния, на които се събират средства за финансиране на борбата с детски заболявания.
През 2012 г. прави своя дебют в игралното кино с филма на ужасите „Задържане“.

## Награди и номинации
Носителка на индивидуални награди
- 2008: F.A.M.E. награда за недооценена звезда.[6]

Номинации за индивидуални награди
- 2006: Номинация за Temptation награда за най-добра нова звезда.[7]